# Kristian Thorstvedt
Kristian Thorstvedt, né le 13 mars 1999 à Stavanger en Norvège, est un footballeur norvégien qui évolue au poste de milieu de terrain à l'US Sassuolo.
Il est le fils d'Erik Thorstvedt, ancien gardien de but de la sélection nationale norvégienne et de Tottenham (entre 1989 et 1997).

## Biographie

### Viking FK (2018-2020)
Le 1er février 2018, Kristian Thorstvedt signe un contrat d'un an et demi avec le Viking FK.
Lors de la saison 2018, il inscrit neuf buts en 1. Divisjon (D2). Il est notamment l'auteur de deux doublés cette saison là. La saison suivante, il inscrit dix buts en Eliteserien, avec trois doublés.

### KRC Genk (2020-2022)
Le 3 janvier 2020, le KRC Genk annonce l'arrivée de Kristian Thorstvedt pour un montant d'1,5M€, il signe un contrat jusqu'en 2023 avec le club limbourgeois. Il est alors directement intégré à l'équipe première et participe au stage d'hiver à Benidorm.

### US Sassuolo (depuis 2022)
Le 12 juillet 2022, il s'engage officiellement en faveur du club Italien Sassuolo. Il s'engage jusqu'en 2027 pour un montant d'un transfert à 10 millions d'euros.

### En équipe nationale
Avec les moins de 20 ans, il participe à la Coupe du monde des moins de 20 ans en 2019. Lors du mondial junior organisé en Pologne, il joue trois matchs. Il se met en évidence lors du dernier match de poule, en délivrant deux passes décisives face au Honduras (très large victoire 12-0). Avec un bilan d'une seule victoire et deux défaites, la Norvège ne dépasse pas le premier tour.
Il reçoit sa première sélection avec les espoirs le 6 septembre 2019, face à Chypre, lors des éliminatoires de l'Euro espoirs 2021. Il se met de suite en évidence en inscrivant un but. En novembre 2019, il brille à nouveau lors des éliminatoires de l'Euro, avec un doublé face à Chypre, et un but face au Portugal.

## Statistiques

### Carrière
| Saison                | Club                  | Championnat           | Championnat | Championnat | Championnat | Coupe(s) nationale(s) | Coupe(s) nationale(s) | Coupe(s) nationale(s) | Compétition(s) continentale(s) | Compétition(s) continentale(s) | Compétition(s) continentale(s) | Compétition(s) continentale(s) | Norvège | Norvège | Norvège | Total | Total | Total |
| Saison                | Club                  | Division              | M.          | B.          | P.d.        | M.                    | B.                    | P.d.                  | Comp.                          | M.                             | B.                             | P.d.                           | M.      | B.      | P.d.    | M.    | B.    | P.d.  |
| 2018                  | Viking FK             | 1. divisjon           | 24          | 9           | 4           | 1                     | 0                     | 0                     | -                              | -                              | -                              | -                              | -       | -       | -       | 25    | 9     | 4     |
| 2019                  | Viking FK             | Eliteserien           | 26          | 10          | 3           | 6                     | 3                     | 0                     | -                              | -                              | -                              | -                              | -       | -       | -       | 32    | 13    | 3     |
| Sous-total            | Sous-total            | Sous-total            | 50          | 19          | 7           | 7                     | 3                     | 0                     | -                              | 0                              | 0                              | 0                              | 0       | 0       | 0       | 57    | 22    | 7     |
| 2019-2020             | KRC Genk              | Jupiler Pro League    | 8           | 1           | 0           | -                     | -                     | -                     | C1                             | -                              | -                              | -                              | -       | -       | -       | 8     | 1     | 0     |
| 2020-2021             | KRC Genk              | Jupiler Pro League    | 30          | 7           | 3           | 4                     | 2                     | 0                     | -                              | -                              | -                              | -                              | 5       | 1       | 1       | 39    | 10    | 4     |
| 2021-2022             | KRC Genk              | Jupiler Pro League    | 35          | 6           | 3           | 2                     | 1                     | 0                     | C1+C3                          | 2+6                            | 0+0                            | 0+0                            | 12      | 3       | 5       | 57    | 10    | 8     |
| Sous-total            | Sous-total            | Sous-total            | 73          | 14          | 6           | 6                     | 3                     | 0                     | -                              | 8                              | 0                              | 0                              | 17      | 4       | 6       | 104   | 21    | 12    |
| 2022-2023             | US Sassuolo           | Serie A               | 31          | 2           | 1           | 1                     | 0                     | 0                     | -                              | -                              | -                              | -                              | 4       | 0       | 0       | 36    | 2     | 1     |
| 2023-2024             | US Sassuolo           | Serie A               | 34          | 6           | 1           | 2                     | 0                     | 0                     | -                              | -                              | -                              | -                              | 7       | 0       | 1       | 43    | 6     | 2     |
| 2024-2025             | US Sassuolo           | Serie B               | 21          | 7           | 4           | 2                     | 0                     | 0                     | -                              | -                              | -                              | -                              | 3       | 0       | 0       | 26    | 7     | 4     |
| Sous-total            | Sous-total            | Sous-total            | 86          | 15          | 6           | 5                     | 0                     | 0                     | -                              | 0                              | 0                              | 0                              | 14      | 0       | 1       | 105   | 15    | 7     |
| Total sur la carrière | Total sur la carrière | Total sur la carrière | 209         | 48          | 19          | 18                    | 6                     | 0                     | -                              | 8                              | 0                              | 0                              | 31      | 4       | 7       | 266   | 58    | 26    |

## Palmarès

### En club
| Viking FK : - Champion de 1. divisjon en 2018 - Vainqueur de la Coupe de Norvège en 2019 | KRC Genk : - Vice-champion de Belgique en 2021 - Vainqueur de la Coupe de Belgique en 2021 |

 US Sassuolo
- Champion d'Italie de Serie B en 2025[10]